# Polygala savannarum
Polygala savannarum är en jungfrulinsväxtart som beskrevs av Chod.. Polygala savannarum ingår i släktet jungfrulinssläktet, och familjen jungfrulinsväxter. Inga underarter finns listade i Catalogue of Life.